# Juan Manuel Valdés
Juan Manuel Valdés de Yarza y Salazar (Isla Trinidad, provincia de Trinidad c.1780-Ciudad Bolívar, 31 de julio de 1845) fue un militar hispano-venezolano que sirvió en la guerra de independencia de su país.

## Biografía
Hijo del teniente coronel de artillería de origen cubano Juan de Dios Valdés de Yarza y Gaspar, quien fue gobernador interino de Isla Margarita en 1792 y gobernador de Trinidad entre 1773 y 1776, y Juana Lucrecia Salazar y Ceballos. Cadete de la Compañía Veterana de su isla, tras su conquista por los británicos pasó a Caracas, alistándose en el batallón de Infantería de la Reina en 1802. 
Apoyó la revolución de 1810. Con la caída de la Primera República de Venezuela huyó a Trinidad en 1812. Participa de la campaña de Oriente en 1813. Lucha en la Primera Batalla de Carabobo en 1814. Con la pérdida de la Segunda República escapa a Trinidad. Se une a la expedición de los Cayos de 1816. Participa bajos las órdenes de Santiago Mariño en la toma de Cumaná (19 de enero de 1817), de Pedro María Freites en la caída de Barcelona (7 de abril), de Rafael Urdaneta en la toma de Angostura (17 de junio) y de Simón Bolívar en la Campaña del Centro (1818). En 1819 es jefe de la Legión Británica y en 1820 queda al mando del Ejército del Cauca. Vence en Pitayó el 6 de junio, tomando definitivamente Popayán el 14 de julio de 1820, y es derrotado en Genoy (actual Nariño) el 2 de febrero de 1821. Tras la batalla de Bomboná en 1822 es ascendido a general de división. 
El 18 de marzo de 1823 zarpa de Guayaquil con una división colombiana que debía auxiliar militarmente a los peruanos, la que es llamada Ejército del Centro. Acompaña al general Andrés de Santa Cruz en la Segunda Campaña de Intermedios y destaca en la batalla de Zepita, recibiendo la Medalla de los Vencedores. 
En 1826 es nombrado comandante general del departamento de Guayana; en 1828 firma el acta que da poderes dictaroriales a Bolívar y se hace comandante y gobernador de Santa Marta. Opositor a José Antonio Páez en los años siguientes, en 1835 participa de la Revolución de las Reformas pero es obligado a exiliarse. En 1845 se le autoriza a volver a Venezuela, muriendo poco después.